# Europejska Sieć Wdrażania i Egzekwowania Prawa Ochrony Środowiska
Europejska Sieć Wdrażania i Egzekwowania Prawa Ochrony Środowiska (ang. The European Union Network for the Implementation and Enforcement of Environmental Law, IMPEL) – międzynarodowe stowarzyszenie zrzeszające organy administracji państwowej zajmujące się sprawami środowiska w państwach członkowskich i kandydujących do Unii Europejskiej, Europejskiego Obszaru Gospodarczego oraz Europejskiego Stowarzyszenia Wolnego Handlu. Jest to stowarzyszenie non-profit.

## Historia i członkowie
Stowarzyszenie działa od 1992 roku, zarejestrowane jest w Belgii. Jego główna siedziba mieści się w Brukseli. Od momentu powstania stowarzyszenie współpracuje z Komisją Europejską. Na początku 2018 IMPEL liczyło 51 członków z 36 krajów, w tym wszystkich państw członkowskich Unii Europejskiej, a ponadto z Macedonii, Serbii, Turcji, Islandii, Kosowa, Albanii, Szwajcarii i Norwegii. 

## Cele i zakres działań
Celem stowarzyszenia jest „utrzymanie postępu w procesie efektywnego stosowania regulacji prawnych w zakresie ochrony środowiska”. IMPEL prowadzi międzynarodowe projekty, dzięki którym członkowie wymieniają się informacjami i wspierają praktyczne stosowanie unijnego prawa dotyczącego środowiska.
Do końca 2014 roku projekty były realizowane za pomocą podziału na Grupy Robocze (Clusters). Podczas XIII Zgromadzenia Ogólnego IMPEL (IMPEL General Assembly) Grupy Robocze zostały zastąpione przez pięć Zespołów Eksperckich (Expert Teams) działających w następujących obszarach:
- Przemysł i powietrze (Industry and Air ET) – koncentruje się na wdrożeniu i egzekwowaniu prawodawstwa związanego z przemysłem[3][4][5]
- Odpady i transgraniczne przemieszczanie odpadów (Waste and TFS ET) – poprawia wdrażanie i egzekwowanie międzynarodowych i unijnych przepisów dotyczących przemieszczania odpadów i gospodarki odpadami. Jego członkowie reprezentują organy ochrony środowiska, służby celne oraz policję,
- Woda i powierzchnia ziemi (Water and Land ET) – zajmuje się inspekcjami, promocją oraz monitoringiem środowiska[6][7][8]
- Ochrona przyrody (Nature Protection ET) – poprawia wdrażanie i egzekwowanie przepisów w zakresie ochrony przyrody,
- Sprawy przekrojowe (Cross-cutting ET) – wspiera organy regulacyjne, opracowujące procedury i sposoby pracy związane z ochroną środowiska[1].

W projektach realizowanych przez IMPEL biorą udział przedstawiciele Inspekcji Ochrony Środowiska (zarówno inspektoratów wojewódzkich, jak i Głównego Inspektoratu Ochrony Środowiska). W Polsce Minister Środowiska powierzył funkcję Krajowego Koordynatora IMPEL przedstawicielowi GIOŚ.
IMPEL każdego roku prowadzi projekty, w tym w warsztaty, sesje plenarne, konferencje i wizyty terenowe. Aktualne oraz archiwalne wydarzenia można znaleźć w kalendarzu dostępnym na stronie IMPEL.